# Distribuição de Bernoulli
Na área de teoria das probabilidades e estatística, a distribuição de Bernoulli, nome em homenagem ao cientista suíço Jakob Bernoulli, é a distribuição discreta de espaço amostral {0, 1}, que tem valor 1 com a probabilidade de sucesso {\displaystyle p} e valor 0 com a probabilidade de falha {\displaystyle q=1-p}.

## Propriedades
Se {\displaystyle X} é uma variável aleatória com essa distribuição, teremos:
{\displaystyle P(X=1)=1-P(X=0)=1-q=p.\!}
Um exemplo clássico de uma experiência de Bernoulli é uma jogada única de uma moeda. A moeda pode dar "coroa" com probabilidade {\displaystyle p} e "cara" com probabilidade {\displaystyle 1-p}. A experiência é dita justa se {\displaystyle p=0.5}, indicando a origem dessa terminologia em jogos de aposta (a aposta é justa se ambos os possíveis resultados tem a mesma probabilidade).
A [função de probabilidade] {\displaystyle f} dessa distribuição é
{\displaystyle f(k;p)={\begin{cases}p&{\text{se }}k=1,\\[6pt]1-p&{\text{se }}k=0.\end{cases}}}
Também pode ser expresso como
{\displaystyle f(k;p)=p^{k}(1-p)^{1-k}\!\quad {\text{para }}k\in \{0,1\}.}
O valor esperado de uma variável aleatória de Bernoulli {\displaystyle X} é {\displaystyle E\left(X\right)=p}, e sua variância é 
{\displaystyle {\textrm {Var}}\left(X\right)=p\left(1-p\right).\,}
A distribuição de Bernoulli é um caso especial da distribuição Binomial, com {\displaystyle n=1}.
A curtose vai até o infinito para grandes e pequenos valores de {\displaystyle p}, mas para {\displaystyle p=1/2} a distribuição de Bernoulli tem um excesso de curtose mais baixo que qualquer outra distribuição de probabilidade (-2).
As distribuições de Bernoulli para {\displaystyle 0\leq p\leq 1} formam uma família exponiencial.
O estimador de máxima verossimilhança de {\displaystyle p} baseada em uma amostra aleatória é a média amostral.

## Distribuições relacionadas
- Se {\displaystyle X_{1},X_{2},\ldots ,X_{n}\,} são n distribuições de Bernoulli independentes com o mesmo parâmetro p, então sua soma {\displaystyle X=\Sigma X_{i}\,} é a distribuição binomial {\displaystyle {\mbox{Binomial}}(n,p)\,}.
- A distribuição categórica é a generalização da distribuição de Bernoulli para variáveis com qualquer quantidade constante de valores discretos.
- A distribuição beta é o conjugado a priori da distribuição de Bernoulli.
- A distribuição geométrica modela o número de experimentos de Bernoulli independentes e idênticos necessários para conseguir um sucesso.